# Casa Devant
La Casa Devant és una obra del municipi de Manresa (Bages) protegida com a Bé Cultural d'Interès Local.

## Descripció
Edifici d'habitatges entre mitgeres, fent xamfrà. Edifici que consta de soterrani, planta baixa, dos pisos i àtic reculat amb coberta, formant mansarda. Presenta planta asimètrica, amb dos cossos laterals de diferent llargària que s'articulen amb el cos de xamfrà. La façana en cantonada és simètrica, amb semi-rotondes als angles. Al primer pis balconada de ferro. Façanes laterals amb un ritme de balcons i finestres alternats, d'esquema vertical, ordenades regularment. Accés per la façana lateral més estreta.
Ús de la pedra en la planta baixa i en els ornaments; en la resta de façana, totxo arrebossat imitant pedra de fil. Es va començar a construir a principis del segle xx i es va ampliar el 1936.